# Iglesia de Nuestra Señora del Rosario de Filipinas
La Iglesia de Nuestra Señora del Rosario de Filipinas es una iglesia católica de estilo brutalista. Se encuentra ubicada en el número 40 de la Calle del Conde de Peñalver de Madrid (España).

## Historia
Fue construida entre 1967 y 1970 por el arquitecto Cecilio Sánchez-Robles Tarín y reformada por el también arquitecto Manuel Mateo Sanz en 1989. 
En el mismo edificio se encuentra el Convento del Rosario de Madrid. Se constituyó como casa religiosa en 1920, pasando a convento en 1935. El antiguo edificio es derribado en 1967, cuando se construye la iglesia actual. Es la sede del prior regional de los dominicos de la provincia del Rosario en España y está habitado por 17 religiosos que realizan actividades de enseñanza, predicación, dirección, pastoral y ministerio pastoral en la parroquia. Además actúa de centro de acogida de misioneros en tránsito o descanso.